# めざすは月
めざすは月（めざすはつき、Destination Moon）は、ベルギーの漫画家エルジェによる漫画シリーズ『タンタンの冒険』の第16作目である。 連載期間は、1950年3月から同年9月、および1952年4月から同年10月にかけてベルギーの雑誌タンタンマガジンに毎週連載され、その後1953年にカステルマン社から単行本として出版された。
物語は、少年ルポ記者タンタンと彼の友人ハドック船長が、ビーカー教授からシルダビアに来るよう招待を受けるところからはじまる。そしてビーカー教授一行は、月への有人着陸プログラムを計画するために、シルダビア政府の厳重な施設で極秘の月面着陸プログラムに取り組んでいる。